# Łozarewo
Łozarewo (bułg. Лозарево) – wieś w Bułgarii, w obwodzie Burgas, w gminie Sungurłare. Według danych szacunkowych Ujednoliconego Systemu Ewidencji Ludności oraz Usług Administracyjnych dla Ludności, 15 czerwca 2020 roku miejscowość liczyła 766 mieszkańców.

## Klimat
Klimat jest umiarkowany i charakteryzuje się stosunkowo łagodną zimą, wczesną wiosną, ciepłym latem i długą jesienią.

## Gospodarka
Szeroko rozwinięte ogrodnictwo dzięki bogatym zasobom wody, przemysł tytoniowy, a także rolnictwo i uprawa wielu odmian zboża.

## Zabytki
W okolicach Łozarewa znajdują się wykopaliska z czasów rzymskich „Ak bunar”, w których znaleziono gliniane naczynia z X wieku p.n.e.

## Kultura
Wioska ma swój własny stadion, który spełnia wymogi bułgarskiej piłki nożnej. Miejscowy zespół to FC Naked Łozarewo.

## Inne
W pobliżu wioski zbudowano najdłuższy dwutorowy tunel kolejowy na Bałkanach – mierzy on 2,8 km.